# Volcà del Puig Jordà
El Volcà del Puig Jordà és un volcà situat al municipi de Santa Pau, a la comarca catalana de la Garrotxa.